# Harry Thomson
Henry Watson "Harry" Thomson (25 de agosto de 1940 – 14 de marzo de 2013) fue un jugador de fútbol profesional escocés que jugó en la demarcación de portero.

## Biografía
Thomson nació en Edimburgo, aunque comenzó su carrera futbolística con un club inglés, el Burnley, siendo traspasado del equipo base del Bo'ness United en 1959. Tras una década jugando en el estadio Turf Moor, hizo un total de 117 apariciones. Tras la tercera ronda de la copa de Ferias 1966-67 contra el Nápoles, en un periódico italiano lo llamó "Un Dios en jersey verde", después de que Thomson mantuviese su portería a cero con una victoria de 3-0.
En 1969 fue trasoasado al rival principal del Burnley, el Blackpool por £5,000. Debutó en el primer partido de la temporada 1969–70 el 9 de agosto de 1969 con una victoria de 2–1 sobre el Portsmouth en el estadio Bloomfield Road. Jugó en todos los partidos que disputó el equipo excepto en tres, desplazando del equipo titular a Alan Taylor.
En la segunda temporada y última de Thomson en el Blackpool, 1970–71, hizo un total de 21 apariciones. Su último partido con el Blackpool fue el 13 de febrero de 1971, en una derrota de 2-0 contra el Coventry City.
Thomson terminó su carrera futbolística de trece años en el Barrow en 1972.

## Muerte
Falleció tras un cáncer de laringe el 14 de marzo de 2013, dejando una familia de una esposa, dos hijos y cuatro nietos.

## Clubes
| Club         | País       | Año         |
| ------------ | ---------- | ----------- |
| Burnley FC   | Inglaterra | 1959 - 1969 |
| Blackpool FC | Inglaterra | 1969 - 1971 |
| Barrow AFC   | Inglaterra | 1971 - 1972 |